# 奧古斯塔山
奧古斯塔山是北美洲的山峰，位於美國阿拉斯加州和加拿大育空接壤的邊境，距離該國最高峰洛根山約25公里，屬於聖埃利亞斯山脈的一部分，海拔高度4,289米。

## 外部連結
- Mount Augusta on Topozone （页面存档备份，存于）